# Федульев, Семён Иванович
Семён Иванович Федульев  (16 января 1897 — 1 июня 1979) — советский военный лётчик и военачальник, генерал-майор авиации (13.04.1944).

## Участие всоветско-финской войне
В должности начальника штаба 16-й тяжелобомбардировочной авиационной бригады полковник Федульев участвовал в советско-финской войне и «за образцовое выполнение заданий командования на фронте борьбы с финской белогвардейщиной и проявленные при этом доблесть и мужество» был награждён орденом Красного Знамени.

## Участие вВеликой Отечественной войне
В августе 1940 года полковник Федульев был назначен начальником штаба 10-й смешанной авиационной дивизии и принял активное участие в её формировании. В течение первых дней войны дивизия, базировавшаяся на приграничных аэродромах, потеряла фактически все самолёты и понесла большие потери в личном составе. Уже на второй день войны управление дивизии было отведено в тыл.
Полковник Федульев участвовал в переформировании дивизии, а затем руководил работой штаба дивизии во время сражения под Ельней. 10 октября 1941 года он был назначен командиром 10-й смешанной авиационной дивизии. В составе войск 43-й армии дивизия под его командованием участвовала в обороне Москвы, совершив в ноябре-декабре 1941 года 358 самолётовылетов и потеряв 10 самолётов. 20 января 1942 года полковник Федульев был награждён вторым орденом Красного Знамени.
27 января 1942 года 10-й смешанная авиационная дивизия обращена на формирование ВВС 50-й армии, а полковник Федульев был назначен командующим ВВС 50-й армии.
22 мая 1942 года полковник Федульев был назначен командиром 213-й ночной бомбардировочной авиационной дивизии. В июне-сентябре 1942 года Федульев занимался формированием дивизии и с декабря 1942 года дивизия выполняла задание командования Западного фронта по снабжению партизанских бригад. Всего за период с мая 1942 года по июнь 1943 года частями дивизии было произведено более 12 тыс. боевых вылетов. 13 мая 1943 года во время боевого вылета в районе Сухиничей самолёт У-2 под управлением полковника Федульева был атакован истребителем противника, летчик получил ранение и был направлен для излечения в госпиталь. 15 декабря 1943 года приказом войскам Западного фронта «за успешное руководство частями дивизии в деле разгрома немецких оккупантов» и выполненные лично 10 боевых вылетов полковник Федульев был награждён орденом Отечественной войны I степени.
15 октября 1943 года полковник Федульев был назначен командиром 326-й ночной бомбардировочной авиационной дивизии. Дивизия под командованием полковника Федульева в составе 2-й воздушной армии отличилась во время ликвидации Корсунь-Шевченковской группировки противника и Проскуровско-Черновицкой операции. За образцовое выполнение заданий командования и оказанное содействие наземным войскам в освобождении города Тарнополь дивизии было присвоено почётное наименование «Тарнопольская», а командиру дивизии было 13 апреля 1944 года присвоено звание генерал-майора авиации. 28 апреля 1944 года генерал-майор авиации Федульев был награждён орденом Богдана Хмельницкого II степени.
В июне 1944 года генерал-майор Федульев был назначен заместителем командующего 14-й воздушной армии. В составе управления армии участвовал в Псковско-Островской, Тартурской и Рижской операциях. В январе — мае 1945 года, совместно с управлением армии, находился в резерве Верховного Главнокомандования.

## Дальнейшая служба
В мае-октябре 1945 года генерал-майор авиации Федульев занимал должность заместителя командующего ВВС Харьковского ВО. В октябре 1945 года был назначен начальником штаба ВВС Кубанского ВО. 
С июня 1946 года в отставке. 
Умер в Калинине, похоронен на Дмитрово-Черкасском кладбище.